# Гетти, Эстель
Эстель Гетти (англ. Estelle Getty, 25 июля 1923 — 22 июля 2008) — американская актриса, наиболее известная по ролям Софии Петрилло в ситкоме канала NBC «Золотые девочки» и его спин-оффе «Пустое гнездо» и матери персонажа Сильвестра Сталлоне в фильме «Стой! Или моя мама будет стрелять».

## Ранние годы
Эстель Гетти, урождённая Шер, родилась в Нью-Йорке в семье Сары и Чарльза Шера, польских иммигрантов, которые занимались производством стекла. 

## Карьера
Гетти начала актёрскую карьеру в еврейском театре, а позже стала комической актрисой в театре Catskills Borscht Belt Resorts. Её самой знаменитой бродвейской работой стала роль матери Харви Фирштейна в пьесе «Сентиментальная песня». 
На телевидении Гетти исполняла роль Софии Петрилло в популярном телевизионном сериале 1980-х годов «Золотые девочки», которая принесла ей премии «Эмми» и «Золотой глобус». По сюжету сериала Софии Петрилло была мудрой шутливой сицилийской старушкой, матерью Дороти Зборнак, роль которой исполнила Беатрис Артур (другие главные роли сыграли Бетти Уайт и Ру Макклэнахан), однако в жизни Гетти была на год моложе Артур.
В 1988 году она, совместно со Стивом Дэлсоном, написала автобиографию, под названием If I Knew Then, What I Know Now… So What?.

## Личная жизнь
Гетти была замужем за Артуром Геттлманом (фамилия которого стала основой для её эстрадного псевдонима) с 1946 до его смерти в 2004 году. Двое сыновей: Карл Геттлман, который проживает в Калифорнии, и Берри Геттлман, который живёт во Флориде.
В 1991 году в журнале Star сообщалось, что Гетти помогала 29-летнему племяннику Стивену Шеру, который находился на последней стадии СПИДа. Гетти доставила его самолётом в Калифорнию, где поместила в хоспис, поскольку родители Шера жили в Англии, и его друзья уже не смогли следить за ним в Гринсборо, Северная Каролина. В январе 1992 года он умер.
В 2000 году Гетти перестала выступать перед публикой после того, как объявила что страдает от остеопороза и болезни Паркинсона. В 2002 году сообщалось, что она также страдает от болезни Альцгеймера. Позже врачи сообщили, что она, на самом деле, имела деменцию с тельцами Леви; оба диагноза Паркинсона и Альцгеймера были ошибочны. В 2003 году Lifetime television организовал встречу «Золотых девочек», но Гетти не появилась из-за своего ухудшегося здоровья.
22 июля 2008 года Гетти умерла у себя дома в Лос-Анджелесе естественной смертью (согласно заявлению её менеджера), за три дня до своего 85-го дня рождения.

## Фильмография
| Год       |    | Русское название                  | Оригинальное название                          | Роль                                            |
| --------- | -- | --------------------------------- | ---------------------------------------------- | ----------------------------------------------- |
| 1978      | ф  | —                                 | Team-Mates                                     | учительница                                     |
| 1981      | с  | Медсестра                         | Nurse                                          | Сейди Мендлер                                   |
| 1982      | с  | —                                 | Baker’s Dozen                                  | миссис Локасейл                                 |
| 1982      | с  | —                                 | One of the Boys                                | Дорин                                           |
| 1982      | ф  | Тутси                             | Tootsie                                        | женщина средних лет                             |
| 1983      | ф  | Смертельная сила                  | Deadly Force                                   | Гасси                                           |
| 1984      | с  | Остров фантазий                   | Fantasy Island                                 | дама с деньгами                                 |
| 1984      | с  | Кегни и Лейси                     | Cagney & Lacey                                 | миссис Розенмайер                               |
| 1984      | тф | —                                 | No Man’s Land                                  | Юрол Мюллер                                     |
| 1984      | с  | Отель                             | Hotel                                          | Роберта Абрамс                                  |
| 1984      | тф | —                                 | Victims for Victims: The Theresa Saldana Story | н/д                                             |
| 1985      | ф  | Маска                             | Mask                                           | Эвелин                                          |
| 1985      | с  | Ньюхарт                           | Newhart                                        | Эльза Карратерс                                 |
| 1985      | тф | Копакабана                        | Copacabana                                     | Белла Стерн                                     |
| 1985—1992 | с  | Золотые девочки                   | The Golden Girls                               | София Петрилло                                  |
| 1987      | ф  | Манекен                           | Mannequin                                      | Клэр Тимкин                                     |
| 1987      | с  | —                                 | Roomies                                        | мама                                            |
| 1988—1995 | с  | Пустое гнездо                     | Empty Nest                                     | София Петрилло                                  |
| 1990      | тф | День Земли, специальный выпуск    | The Earth Day Special                          | София Петрилло                                  |
| 1990      | с  | —                                 | City                                           | Хелен Ратледж                                   |
| 1991      | с  | —                                 | The Fanelli Boys                               | доктор Ньюман                                   |
| 1991      | с  | Блоссом                           | Blossom                                        | София Петрилло                                  |
| 1992      | ф  | Стой! Или моя мама будет стрелять | Stop! Or My Mom Will Shoot                     | Тутти Бомовски                                  |
| 1992—1993 | с  | Золотой дворец                    | The Golden Palace                              | София Петрилло                                  |
| 1993      | с  | —                                 | Nurses                                         | София Петрилло                                  |
| 1995      | с  | —                                 | The Crew                                       | в роли самой себя                               |
| 1996      | с  | Шоу Джона Ларрокетта              | The John Larroquette Show                      | в роли самой себя                               |
| 1996      | с  | Прикосновение ангела              | Touched by an Angel                            | Дотти                                           |
| 1996      | с  | Братская любовь                   | Brotherly Love                                 | Мирна Беруэлл                                   |
| 1997      | тф | —                                 | A Match Made in Heaven                         | Бетти Уэстон                                    |
| 1997      | с  | Без ума от тебя                   | Mad About You                                  | тётя Айда                                       |
| 1997      | мс | Дакмен                            | Duckman: Private Dick/Family Man               | тётя Джейн                                      |
| 1998      | с  | Няня                              | The Nanny                                      | в роли самой себя                               |
| 1999      | мф | Изнеженный утенок                 | The Sissy Duckling                             | миссис Хеннипекер                               |
| 1999      | ф  | Стюарт Литтл                      | Stuart Little                                  | бабушка Эстель Литтл                            |
| 2000      | ф  | Парнишка-миллионер                | The Million Dollar Kid                         | сестра Розанн                                   |
| 2000      | с  | —                                 | Ladies Man                                     | София Гейтс                                     |
| 2001      | с  | —                                 | It’s Like, You Know…                           | в роли самой себя                               |
| 2023      | ф  | Слай Сталлоне                     | Sly                                            | В роли самой себя, хроника, в титрах не указана |

## Награды и номинации
| Награда        | Год  | Категория                                                                    | Название работы                   | Результат |
| -------------- | ---- | ---------------------------------------------------------------------------- | --------------------------------- | --------- |
| Золотой глобус | 1986 | Лучшая женская роль в комедийном телесериале или мюзикле                     | Золотые девочки                   | Победа    |
| Золотой глобус | 1987 | Лучшая женская роль в комедийном телесериале или мюзикле                     | Золотые девочки                   | Номинация |
| Золотой глобус | 1992 | Лучшая женская роль второго плана в мини-сериале, телесериале или телефильме | Золотые девочки                   | Номинация |
| Эмми           | 1986 | Лучшая женская роль второго плана в комедийном телесериале                   | Золотые девочки                   | Номинация |
| Эмми           | 1987 | Лучшая женская роль второго плана в комедийном телесериале                   | Золотые девочки                   | Номинация |
| Эмми           | 1988 | Лучшая женская роль второго плана в комедийном телесериале                   | Золотые девочки                   | Победа    |
| Эмми           | 1989 | Лучшая женская роль второго плана в комедийном телесериале                   | Золотые девочки                   | Номинация |
| Эмми           | 1990 | Лучшая женская роль второго плана в комедийном телесериале                   | Золотые девочки                   | Номинация |
| Эмми           | 1991 | Лучшая женская роль второго плана в комедийном телесериале                   | Золотые девочки                   | Номинация |
| Эмми           | 1992 | Лучшая женская роль второго плана в комедийном телесериале                   | Золотые девочки                   | Номинация |
| Золотая малина | 1993 | Худшая женская роль второго плана                                            | Стой! Или моя мама будет стрелять | Победа    |